# Pedicularis wilsonii
Pedicularis wilsonii är en snyltrotsväxtart som beskrevs av Bonati. Pedicularis wilsonii ingår i släktet spiror, och familjen snyltrotsväxter. Inga underarter finns listade i Catalogue of Life.